# Вудъяврйок
Вудъяврйок — река в Мурманской области России. Протекает по территории городского округа город Кировск с подведомственной территорией. Впадает в озеро Большой Вудъявр.
Длина реки составляет 12 км. Площадь водосборного бассейна — 53,2 км².
Берёт начало в озере Длинное на восточном склоне хребта Поачвумчорр (Хибины) на высоте свыше 600 м над уровнем моря. В нижнем течении протекает по лесной местности. Впадает в озеро Большой Вудъявр на высоте 312 м над уровнем моря. Иногда реку, вытекающую из озера Малый Вудъявр 67°39′50″ с. ш. 33°36′47″ в. д., считают истоком Вудъяврйок, а не её притоком (при таком рассмотрении из озера Длинное вытекает левый приток Вудъяврйок).
Населённых пунктов на реке нет. Вдоль реки проходит автомобильная дорога Кировск — Куэльпорр.

## Данные водного реестра

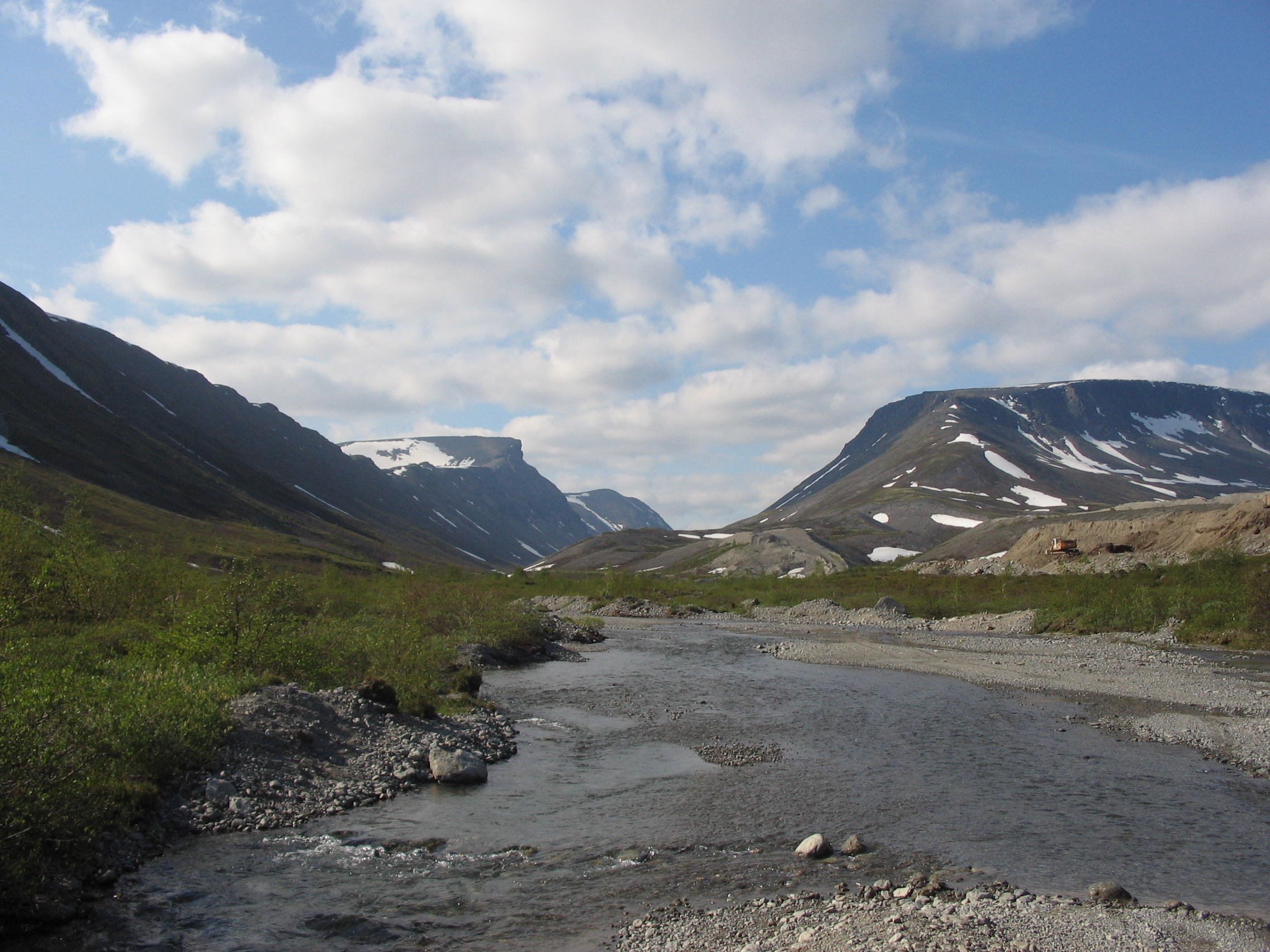
Дорога вдоль реки

По данным государственного водного реестра России относится к Баренцево-Беломорскому бассейновому округу, водохозяйственный участок реки — река Нива, включая озеро Имандра. Речной бассейн реки — бассейны рек Кольского полуострова и Карелии.
Код объекта в государственном водном реестре — 02020000312101000010478.